# 職業安全健康
職業安全健康（英語：Occupational Safety and Health）又稱職安健，內容研究和關注職業崗位上的安全問題，是職業安全與職業健康合稱。
職業安全，又名產業安全、工業安全，是職業健康下的一個分支（另一分支為職業衛生），是一種跨領域研究，橫跨自然與社會科學，包括職業醫學、公共衛生、安全工程學、人因工程學、毒理學、流行病學、工業關係（勞動研究）、公共政策、勞動社會學、疾病與健康社會學、組織心理學、工商心理學、安全管理學、危害分析及風險評估、社會法及勞動法等領域。4月28日為世界職業安全衛生日。

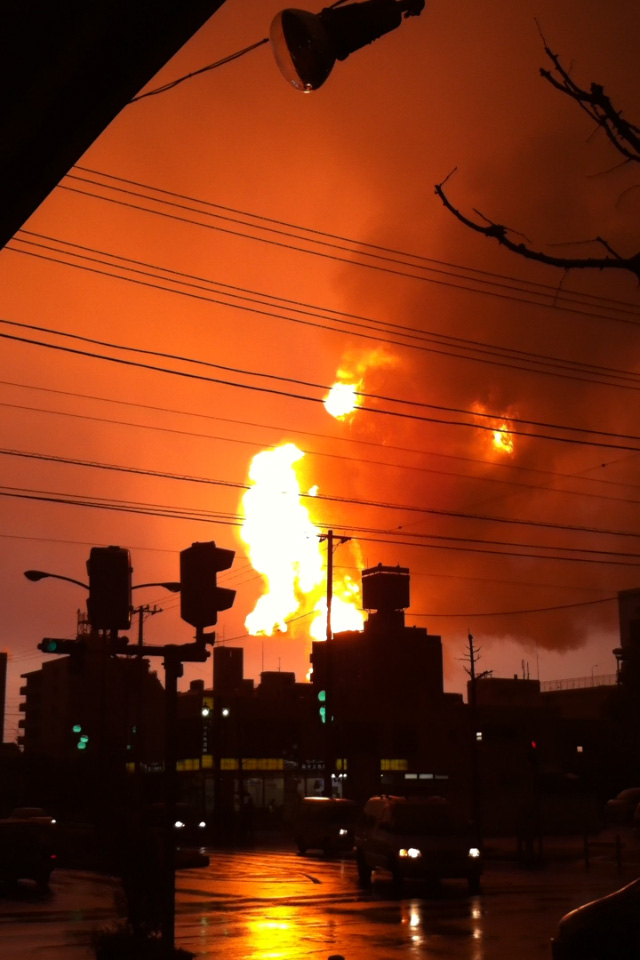
2011日本Cosmo石油廠爆炸意外

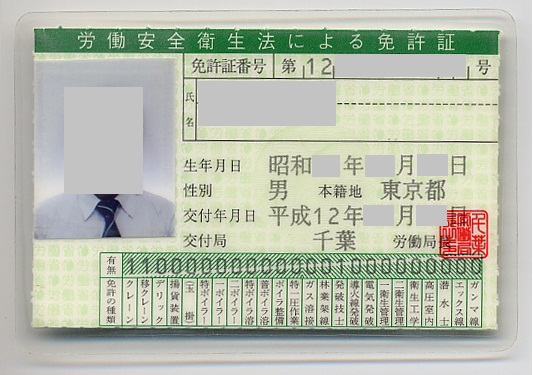
日本勞安許可證

## 常見的安全衛生事例

### 建築工地
建築工地安全問題一直是全球建築界關注的問題。在香港，建築工地意外約佔全部工業意外的20%；英國的工地意外佔四項主要工業意外的超過40%；在澳洲，平均每100,000個工人就有5.6個工人因為工地意外而死 ，最為常見的安全問題之一是墜落災害，而相關的防墜設施包括：防墜網、安全帶、安全護欄及護蓋、工作平台、警戒線等設施。
除了墜落以外，建築工地的安全衛生問題可能包括噪音及空氣污染、粉塵作業、崩塌、感電，事故等。
有關職業安全，若建立監視系統（Surveillance system），進行持續性、系統性蒐集、分析與詮釋資料，並將該資訊提供給相關人員，讓相關的管理單位能夠及時處理意外或是調整策略是相當重要的環節之一。科技發達的國家或地區，自動機器人、3D打印、人工智能及VR等技術正逐漸改變職業安全的發展及觀念。

### 工廠
對於工作者的危害（職災：職業災害、工傷：因工受傷或職業病），依暴露源可區分
- 化學性，化學溶劑或是吸入有毒氣體，如塵肺病、火災爆炸、缺氧環境、毒性物質外洩等
- 物理性，機械防護，鍋爐及壓力容器安全，電氣安全、高溫環境、噪音環境、游離輻射與非游離輻射、異常氣壓等
- 人因工程性，如坐椅，器械設計不良，引發工作者肌肉骨骼疾病，如腕隧道症候群、網球肘、腱鞘囊腫等肌肉骨骼疾病
- 感染性，如病毒、細菌，等微生物使得醫護人員在工作中因針扎感染到相關疾病
- 社會心理危害，如職場暴力（英语：Workplace Violence）、性騷擾、工作壓力（英语：Occupational stress），引發過勞死、精神疾病等心理問題

### 承攬安全管理
- 在工廠及工程上為了減少職業安全意外的發生，進行下列的安全管理並有績效評估。[4]
  - 評估項目：1.一般公司資料、2.安全衛生績效(行政管理能力、工期評估)、3.安全衛生教育訓練、4.安全衛生協調及溝通能力
    - 承攬程序：1.提出安全衛生條件、2.提出邀標書、3.投標會勘、4.承攬人選擇、5.決標前會議、6.簽約

### 危害物暴露容許濃度
- 勞工對有害的暴露有下列三種的暴露計算方式。[5]
  - 八小時平均容許濃度：勞工每天工作八小時計算，一般勞工暴露在此濃度下在不會引起病變的吸收濃度範圍內。
  - 短時間平均容許濃度：指ㄧ般正常勞工連續暴露在此濃度下任何15分內不致有不可忍受之刺激或不可逆之組織病變、麻醉昏暈作用，工作效率降低及事故增加之傾向。
  - 最高容許濃度：任何時段不得使勞工有該劑量之暴露。

## 台灣的演變

### TOSHMS 規範

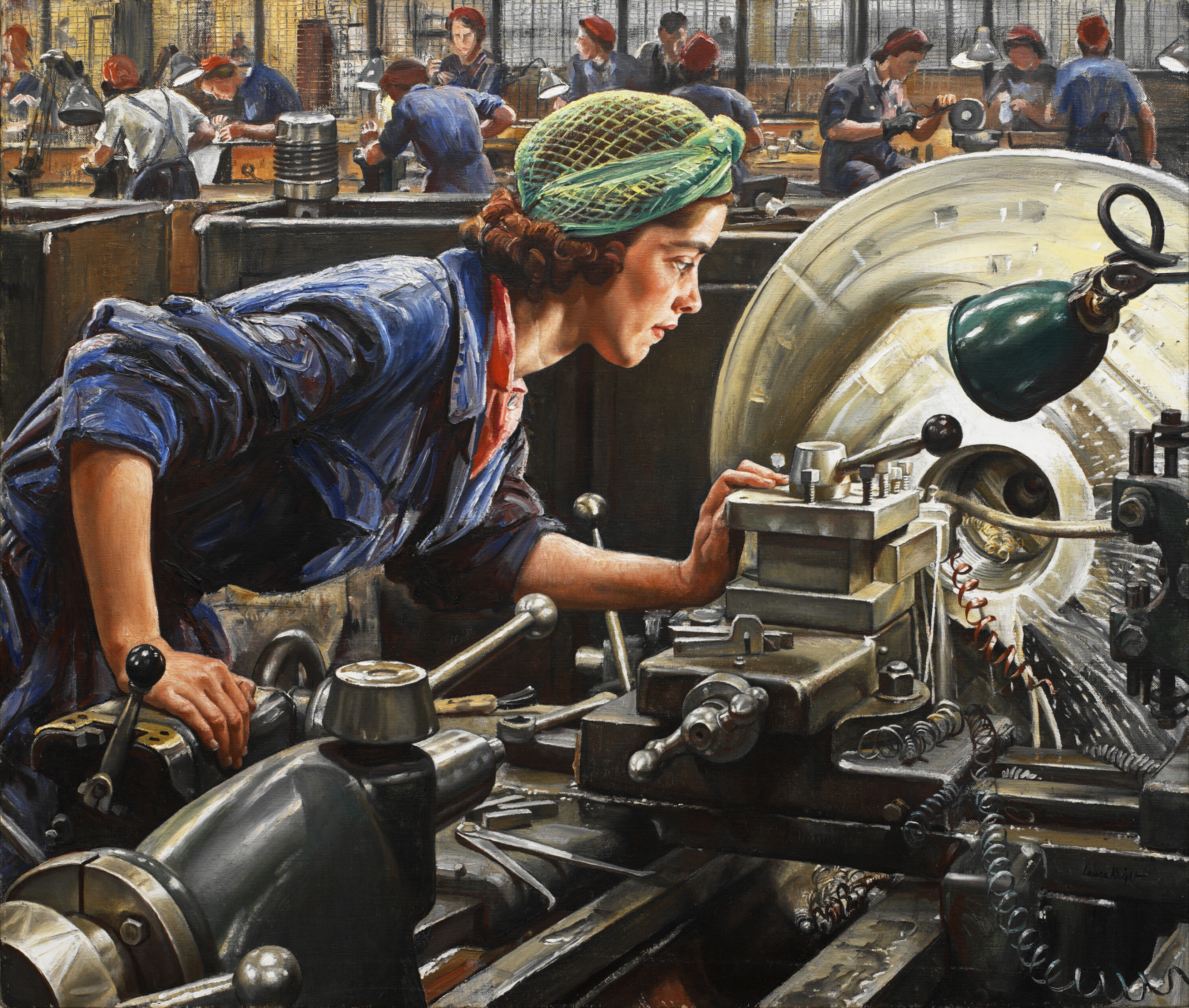
這幅畫描繪的是第二次世界大戰期間，一位婦女在英國一家工廠的車床上檢查她的工作。 她的眼睛沒有被保護。 今天，在大多數遵守工人職業健康和安全標準的工業化國家中，這種做法是不允許的。 但是，在許多國家，這樣的標準仍然很弱或根本不存在。

中華民國勞動部於民國96年頒布台灣職業安全衛生管理系統（Taiwan Occupational Safety and Health Management System, 簡稱TOSHMS）包含下列的程序規範：
- 政策制定(3.1~3.2)
- 組織設計(3.3~3.7)
- 規劃與實施(3.7~3.15)
- 評估施行(3.16~3.20)
- 改善措施(3.20~3.22)

### 背景
- 1974年：台灣在1974年勞工安全衛生法公佈實施前，國內尚無設有職業安全學門的大學。[7]
- 1976年：隨著勞工職業災害事故頻傳，嘉南藥理大學（前身為嘉南藥專）首先於1976年成立全國第一個工業安全衛生科，此後中華醫專（後來的中華醫事科技大學）及大仁藥專（後來的大仁科技大學）亦陸續成立工安科。
- 1995年：陳振和博士自美返國，有感於國內面臨產業升級，卻完全沒有培養高級職業安全與衛生專業人才的高等教育機構，故協助長榮大學（當時為長榮管理學院）於1995年成立國內第一個大學部的職業安全與衛生學系，此後中國醫藥大學、中山醫學大學也紛紛成立職安系，而嘉南藥理大學、輔英科技大學、大仁科技大學、中華醫事科技大學、弘光科技大學等技職院校隨著改制升格，亦紛紛將原本的工安科更名為職安系。。
- 2007年:仁德醫護管理專科學校成立當時台灣唯一的五專部職業安全衛生科。

### 白皮書
- 中華民國工業安全衛生處聯合中鋼，發表安全衛生白皮書，申明工業衛生安全工作包括有安全管理、衛生管理、安全衛生教育訓練及下一期目標等項目[8]。
- 台灣大仁科技大學環境安全衛生中心，有提供防災教育白皮書與宣導手冊，介紹防災知識、衛生教育，以提供一般民眾的專業知識來源，包含火災、化學物質外洩、輻射汙染等情況處置。[9]，服務對象針對各級學生及成人。

### 安全衛生工作守則
- 法源依據：職業安全衛生法施行細則41~43條。[10]
  - 一個公司的勞工規章應具備下的項目並進行相關內容規則編定，並視公司的個別需求以進行員工手冊的編輯。
    - 1.事業之職業安全衛生管理及各級權責
    - 2.設備之維護檢查
    - 3.工作安全及衛生標準
    - 4.教育及訓練
    - 5.急救及搶救
    - 6.防護設備之準備及維持
    - 7.事故通報與報告
    - 8.其他安全衛生事項

### 保險投保紀錄
- 西元2012年中華民國勞工保險
- 計有3,282家投保單位勞工，388,231受檢人次，平均年齡38歲，男性佔7成[11]
  - 檢查類別以從事噪音作業佔47.6％最多，其次為粉塵作業23.1％及高溫作業8.3％。

## 參見

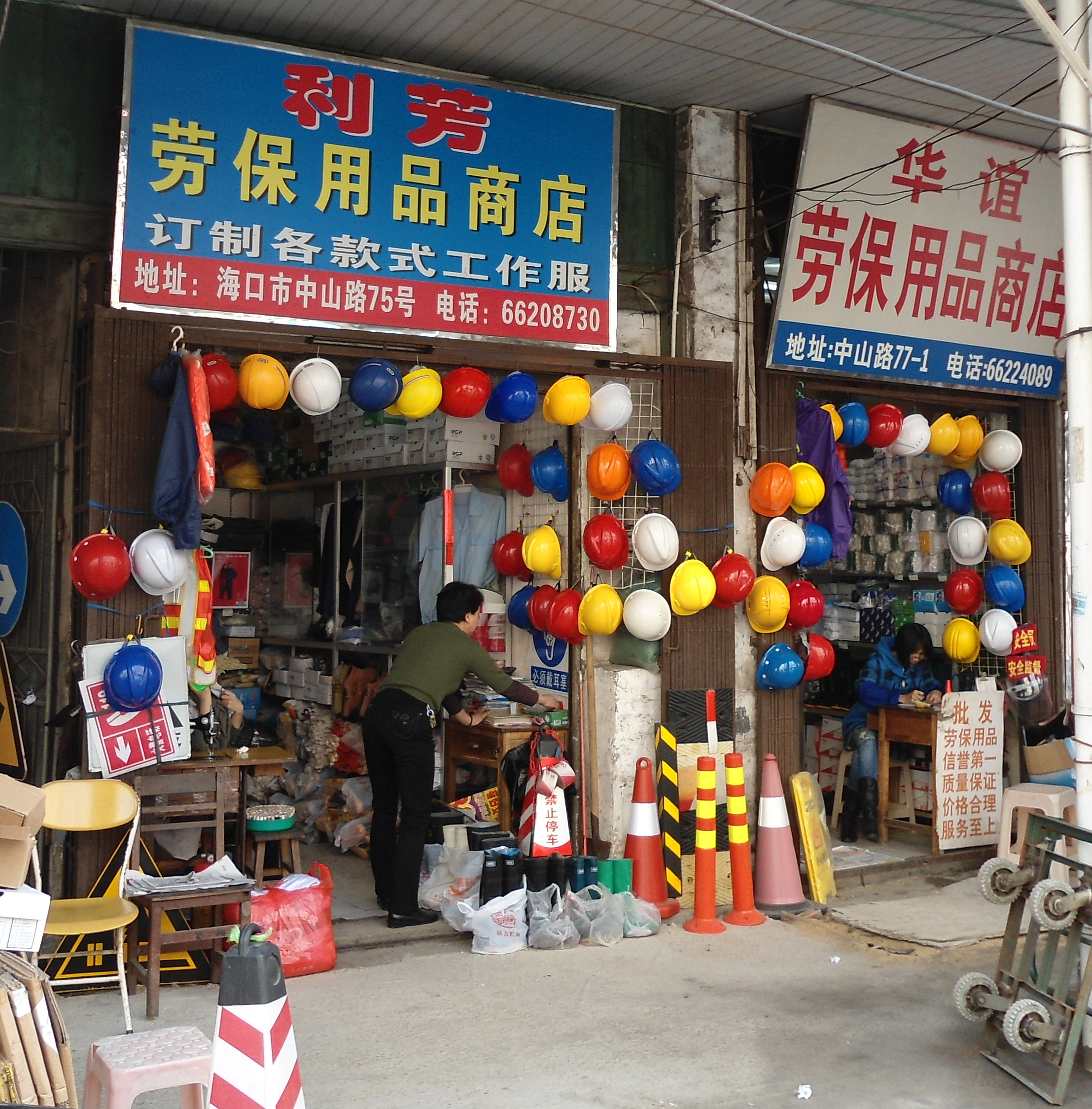
中國大陸的勞安專門設備商店